# Patrick Timsit
Patrick Timsit (Algeri, 15 luglio 1959) è un attore, regista, comico e sceneggiatore francese.

## Biografia
Nasce in Algeria da genitori ebrei, che si trasferirono in Francia a seguito dello scoppio della guerra d'Algeria. Conclude gli studi superiori con difficoltà e, terminata la scuola, lavora con il padre nella sua agenzia immobiliare. La passione per il teatro lo porta a frequentare corsi serali di recitazione, scoprendo la sua capacità comica e autoriale. 
Debutta a metà degli anni ottanta in un suo spettacolo a sketch, e il successo lo conduce ad interpretare il suo primo ruolo cinematografico. Il primo film di rilievo, in cui interpreta un ruolo secondario, è Formidabili amici... (1991), ma è l'anno successivo che lo consacra come attore di successo, interpretando il coprotagonista nel film La crisi! (1992) con Vincent Lindon.

## Filmografia

### Attore

#### Cinema
- Sans peur et sans reproche, regia di Gérard Jugnot (1988)
- Formidabili amici... (Une époque formidable...), regia di Gérard Jugnot (1991)
- Mayrig, regia di Henri Verneuil (1991)
- La crisi! (La Crise), regia di Coline Serreau (1992)
- Un indiano in città (Un Indien dans la ville), regia di Hervé Palud (1994)
- Di giorno e di notte (Pédale douce), regia di Gabriel Aghion (1996)
- Il pianeta verde (La Belle Verte), regia di Coline Serreau (1996)
- Le Cousin, regia di Alain Corneau (1997)
- Marquise, regia di Véra Belmont (1997)
- Il rompiballe (L'Emmerdeur), regia di Francis Veber (2008)
- Marsupilami (Sur la piste du Marsupilami), regia di Alain Chabat (2012)
- Une chanson pour ma mère, regia di Joël Franka (2013)
- Dalida, regia di Lisa Azuelos (2016)
- Fratello e sorella (Frère et Sœur), regia di Arnaud Desplechin (2022)

#### Televisione
- Baisers cachés, regia di Didier Bivel – film TV (2016)

### Regista
- Quasimodo d'El Paris (1999)
- Quelqu'un de bien (2002)
- L'Américain (2004)

### Sceneggiatore
- Di giorno e di notte (Pédale douce), regia di Gabriel Aghion (1996)
- Paparazzi, regia di Alain Berberian (1998)

## Doppiatori italiani
- Leo Gullotta in La crisi!
- Giorgio Lopez in Un indiano in città
- Renato Cecchetto in Marquise
- Franco Mannella in Fratello e sorella

## Riconoscimenti

### Premio César
- 1993: – Candidatura come migliore attore non protagonista per La crisi!
- 1997: – Candidatura alla migliore sceneggiatura originale o miglior adattamento per Di giorno e di notte
- 1998: – Candidatura come migliore attore per Le Cousin